# Launstroff
Launstroff település Franciaországban, Moselle megyében. Lakosainak száma 241 fő (2022. január 1.). Launstroff Rémeling, Waldwisse és Manderen-Ritzing községekkel határos.

## Népesség
A település népességének változása:
| Lakosok száma | 244  | 177  | 198  | 248  | 263  | 262  | 264  | 267  | 258  | 241  |
|               | 1968 | 1982 | 1990 | 2006 | 2013 | 2015 | 2017 | 2019 | 2020 | 2022 |